# موزة ولوزة
موزة ولوزة، مسلسل كوميدي اجتماعي كويتي من إنتاج تلفزيون فنون والعرض الأول 22 أغسطس 2009 .

## فريق الممثلين
- من بطولة الفنانين:
- إلهام الفضالة
- هيا الشعيبي
- أحمد السلمان
- شجون الهاجري
- ليلى السلمان
- أحمد العونان
- خالد العجيرب
- شهاب حاجية
- غالية الكاشف
- نادية كرم
- محمد الحملي
- عبير الخضر
- منى البلوشي
- إبراهيم الشيخلي
- جمال البلوشي
- ثامر الشعيبي
- بلال الشامي
- مبارك سلطان
- حسين المهدي
- محمد الرمضان
- سليمان المرزوق
- ناصر الجزاف
- ياسة
- فرحان العلي
- أمل محمد
- عبد الله فريد
- ضيفة شرف :عهود البندر تأليف نادر خليفة وإخراج يوسف حمودة.

## قصة المسلسل
مسلسل كوميدي خفيف من 30 حلقة مدة الحلقة نصف ساعة تدور احداثه في اطار اجتماعي عائلي كوميدي من خلال شخصية مشعاب الذي يجسده الفنان احمد السلمان مع اختيه موزة ولوزة تدور احداثه حول الشقيقتان موزة ولوزة اللتان ترثان من والدتهما أموالا وشركة ويحاول اخيهما منعهما من الزواج بمساعدة خالته سبيكة والسكرتيرة التي تقوم بدورها الفنانة شجون الهاجري عن طريق التنكر في شخصية خادمة خرساء التي تدخل إلى البيت وتنقل اخبارهما إلى شقيقهما